# Transakcje autonomiczne
Transakcje autonomiczne – transakcje zawierane niezależnie od stanu bilansu płatniczego, które są dokonywane wyłącznie z motywów ekonomicznych.
Najczęściej zalicza się do nich transakcje wchodzące w skład obrotów bieżących i przepływ kapitałów długoterminowych.
Zgodnie z koncepcją liquidity balance transakcjami autonomicznymi są dodatkowo krótkoterminowe przepływy kapitałowe, które nie mogą być szybko upłynnione. Z kolei według koncepcji official reserve transaction balance do pozycji autonomicznych zaliczamy wszystkie transakcje zawierane przez podmioty prywatne.